# Vittofsad hjälmtörnskata
Vittofsad hjälmtörnskata (Prionops plumatus) är en fågel i familjen vangor inom ordningen tättingar.

## Utbredning och systematik
Vittofsad hjälmtörnskata delas in i fem underarter:
- Prionops plumatus plumatus – förekommer från Senegal till norra Kamerun
- poliocephalus-gruppen
  - Prionops plumatus concinnatus – förekommer från centrala Kamerun österut till södra Sudan, norra och västra Etiopien, Eritrea, nordöstra Demokratiska republiken Kongo och norra Uganda
  - Prionops plumatus cristatus – förekommer i Eritrea, centrala och västra Etiopien, östra Sydsudan, östra Uganda och nordvästra Kenya
  - Prionops plumatus vinaceigularis – förekommer i Somalia, Etiopien, östra Kenya och nordöstra Tanzania
  - Prionops plumatus poliocephalus – förekommer från centrala Kenya till södra Uganda, sydöstra Kongo-Kinshasa, Angola, Namibia, Sydafrika

### Familjetillhörighet
Hjälmtörnskatorna i Prionops placerades tidigare i en egen familj. DNA-studier visar dock att de står nära vangorna och inkluderas allt oftare i den familjen.

## Status och hot
Arten har ett stort utbredningsområde och en stor population med stabil utveckling och tros inte vara utsatt för något substantiellt hot. Utifrån dessa kriterier kategoriserar internationella naturvårdsunionen IUCN arten som livskraftig (LC). Världspopulationen har inte uppskattats men den beskrivs som frekvent förekommande till vanlig.

## Bilder

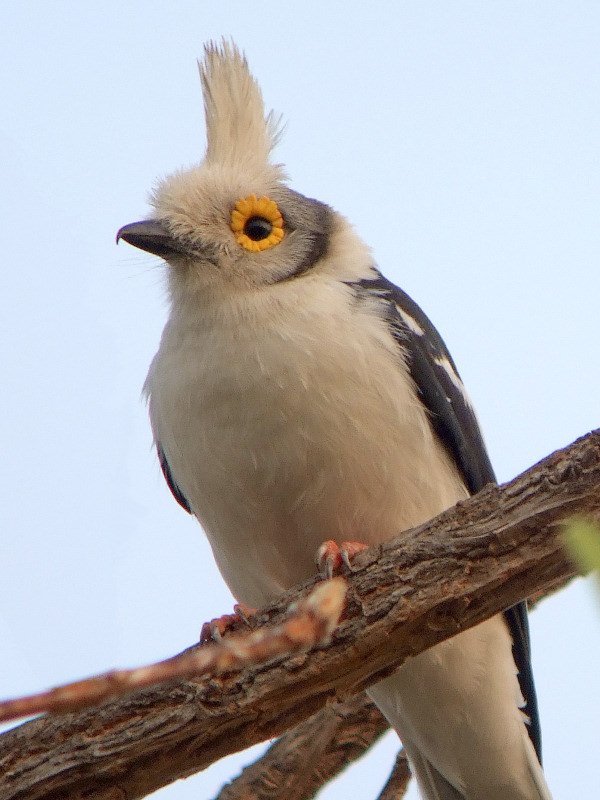
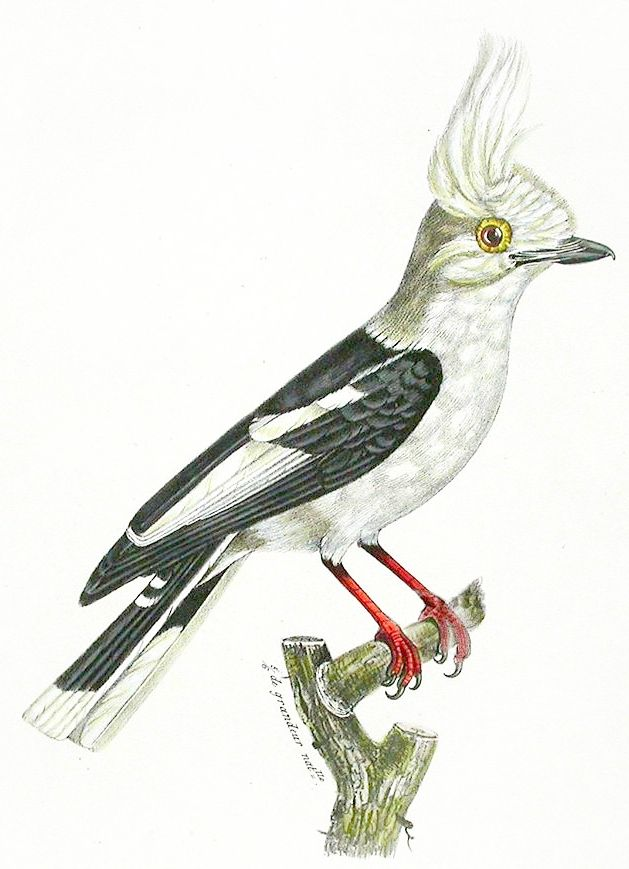
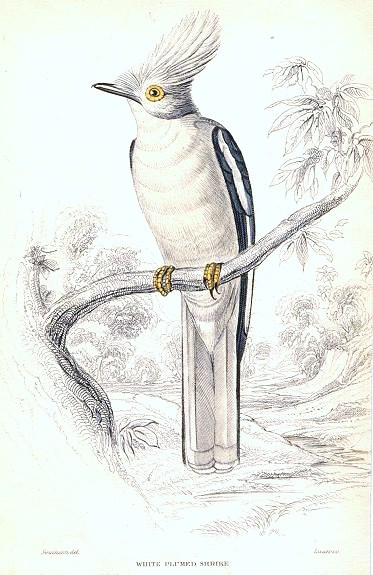
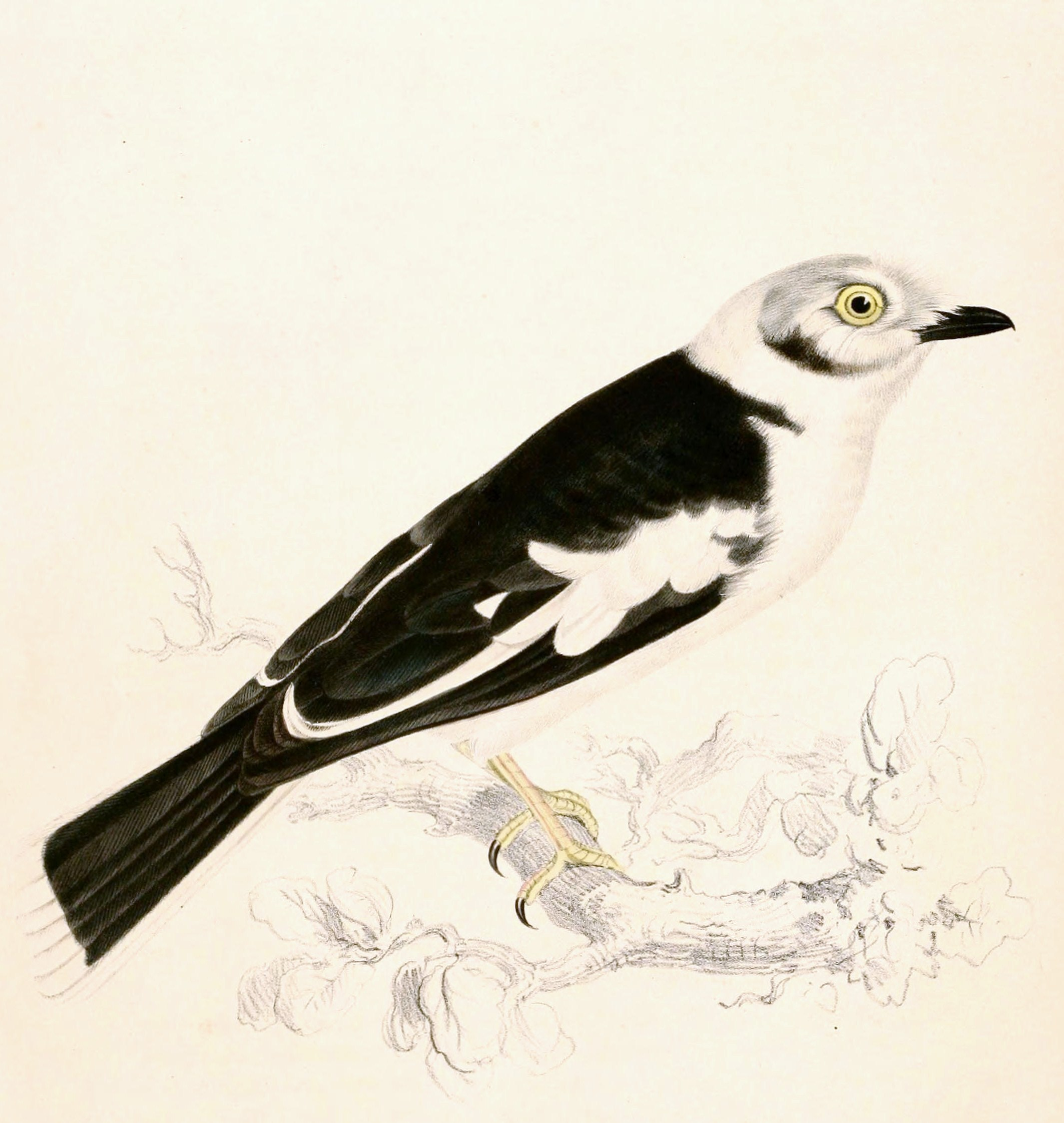